# Cantó de Saint-Mihiel
El cantó de Saint-Mihiel és un cantó francès del departament del Mosa, situat al districte de Commercy. Té 20 municipis i el cap és Saint-Mihiel.

## Municipis
- Apremont-la-Forêt
- Bislée
- Bouconville-sur-Madt
- Broussey-Raulecourt
- Chauvoncourt
- Han-sur-Meuse
- Lacroix-sur-Meuse
- Lahayville
- Loupmont
- Maizey
- Montsec
- Les Paroches
- Rambucourt
- Ranzières
- Richecourt
- Rouvrois-sur-Meuse
- Saint-Mihiel
- Troyon
- Varnéville
- Xivray-et-Marvoisin

## Història
| Data d'elecció                           | Identitat        | Partit                     | Qualitat |
| ---------------------------------------- | ---------------- | -------------------------- | -------- |
| 1945-19..                                | Dr Vuillaume     | RPF, després UDR           |          |
| 19..-1986                                | Jacques Bailleux | UDR, després RPR           |          |
| 1986-2006                                | Roger Dumez      | Divers droite              |          |
| 2004-                                    | Philippe Martin  | UMP, després Divers droite |          |
| les dades anteriors no són pas conegudes |                  |                            |          |